# Hírcia
Hírcia (en llatí: Hirtia) fou la germana del cònsol Aulus Hirci, cònsol l'any 43 aC i mort en el càrrec. Quan Ciceró va repudiar a Terència el 46 aC va tenir la idea de casar-s'hi, per ser germana d'Hirci, però a la fi la va refusar dient que no podia tenia una dona i una filosofia al mateix temps. Les paraules de Ciuceró "nihil vidi foedus" ('no he vist res de repulsiu') sembla que es refereixen a ella. Però com que poc després, sense cap paraula de disculpa, Ciceró es va casar amb la jove, rica i maca Publília, és possible que Ciceró cerqués una dona jove i sobretot rica, a més d'una amb bon aspecte.